# Správce (Hvězdná brána)
Správce je 4. epizoda 2. řady sci-fi seriálu Hvězdná brána.

## Děj
SG-1 se vydává prozkoumat planetu P7J-989, kde naleznou nádhernou kvetoucí zahradu. Při průzkumu objeví záhadná zařízení podobná svisle stojícím lehátkům. Když je chtějí prozkoumat, jsou zařízeními chyceni a ocitají se ve virtuálním světě, který čerpá scénáře ze zážitků Jacka O’Neilla a Daniela Jacksona. O'Neill s Teal'cem se opakovaně ocitají v roce 1982, kdy se O'Neill zúčastnil mise ve východním Německu, která měla za cíl propašovat na Západ jednoho agenta a skončila smrtí jeho velitele, plukovníka Johna Michaelse. Jacksonovi a Carterové se stále přehrává okamžik tragické smrti Jacksonových rodičů v Muzeu umění v New Yorku, kdy se na ně při přípravě výstavy zřítila kamenná deska.
V O'Neillové a Teal'cově simulaci se náhle objeví podivný muž jménem "Správce", který jim řekne, že jim umožní změnit minulost - i když jen v simulaci. Poté také navštíví Jacksona a Carterovou a řekne jim to samé. Nicméně všichni členové SG-1 se rozhodnou, že se nebudou účastnit této simulace a odmítají udělat cokoliv dalšího. Správce jim sděluje, že před více než 1000 lety došlo k chemické katastrofě, která zničila tento svět. Proto je celá civilizace uložena do stáze a nyní chtějí více scénářů pro svůj virtuální svět. Vzhledem k tomu, že vzpomínky Teal'ca a Carterové nelze použít (Jaffové jsou vůči procesu imunní a mysl Carterové byla změněna Jolinar z Malkshuru), Správce jim umožňuje podílet se na simulaci svých přátel.
Během rozhovoru jsou sledováni mnoha lidími (ostatními obyvateli virtuálního světa), a když ti slyší, že vnější svět je obnoven, reagují. Nicméně Správce je posílá pryč a nakonec SG-1 propustí. Tým se pak vrátí na Zemi, kde jsou kontrolováni na ošetřovně a potom podávají zprávu generálu Hammondovi. Nicméně generál jim řekne, aby zjistili více informací o tomto virtuálním světě, což by znamenalo opětovné napojení na stroje. Generál Hammond jim nařídí, aby tak učinili. Kvůli jeho neobvyklému chování, dojde SG-1 k závěru, že jsou stále ve virtuálním světě a O'Neill napadne generála, který nechá SG-1 uvěznit.
V cele je navštíví Kawalsky, který jim řekne, že prostě musí zůstat ve virtuálním světě. Nicméně SG-1 z vězení unikne a setkávají se s obyvateli virtuálního světa, kteří žádají tým o informace o vnějším světě. SG-1 jim řekne o krásné zahradě. Nakonec začne SG-1 pronásledovat Správce komplexem až se jim podaří dostat se z moci přístrojů, které je udržovaly ve virtuálním světě. Potom vyvádějí ven z komplexu obyvatele planety, aby mohli žít v reálném světě. Správce tak nad nimi ztratil veškerou moc.